# 天池镇 (阿尔山市)
天池镇，是中华人民共和国内蒙古自治区兴安盟阿尔山市下辖的一个镇。
伊尔施镇（ᠢᠷᠠᠰᠢ；铁路系统：车站名“伊尔施”、车票与时刻表上用“伊尔灺”、站牌与车牌使用“伊尔炧”，但将“灺”、“炧”统一训读成“施”）原辖阿尔山、伊尔施2个村委会，今已合并入天池镇，有著名的阿尔山天池和阿尔山地池等。

## 行政区划
天池镇下辖以下地区：
天池社区、阿尔山村、伊尔施村、杜拉尔村、兴安村、南沟村、柴河村、苏河村、桑都尔村、金江沟村和天池村。

## 交通
白阿铁路伊尔灺站与伊阿铁路阿尔山北站均位于天池镇境内（原属伊尔施镇），但两站分别属于沈阳铁路局和哈尔滨铁路局。